# Tytonidae
Bufnițele de hambar (din familia Tytonidae) sunt una dintre cele două familii de bufnițe, cealaltă fiind Strigidae. Acestea au capete mari, iar fața lor are o formă caracteristică de inimă. Au picioare lungi cu gheare mari, puternice. Osul lor stern și picioarele sunt diferite de cele din familia Strigidae.
Bufnițele de hambar sunt divizate în doua subfamilii: Tytoninae sau Tyto (din care face parte bufnița de hambar) și Phodilinae.
5 specii de bufnițe de hambar sunt în pericol și unele specii insulare au dispărut în timpul Holocenului sau mai devreme. Acestea sunt în general nocturne, și nu migrează. Trăiesc în perechi sau singure.

## Descriere
Principala caracteristică a bufnițelor de hambar este fața în formă de inimă, formată din pene care servesc la amplificarea și localizarea sunetelor atunci când vânează. Penele din aripă elimină sunetul de fâlfâire, bufnița putând să se concentreze la sunetul produs de pradă, iar prada să nu observe bufnița. Bufnițele de hambar au pene mai întunecate pe spate decât în față, având în general o culoare maronie-oranj. Cele din față par a fi o versiune mai deschisă a celor din spate. Cele din subfamilia Phodilinae seamănă cu bufnițele Tyto, însă au smocuri în urechi și tind sa fie mai mici.

## Specii
Numeroase specii dispărute a genului Tyto au fost găsite. Două subfamilii, Necrobyinae și Selenornithinae, sunt cunoscute de pe urma fosilelor.
Genul  Tyto 
- T. tenebricosa
- T. multipunctata

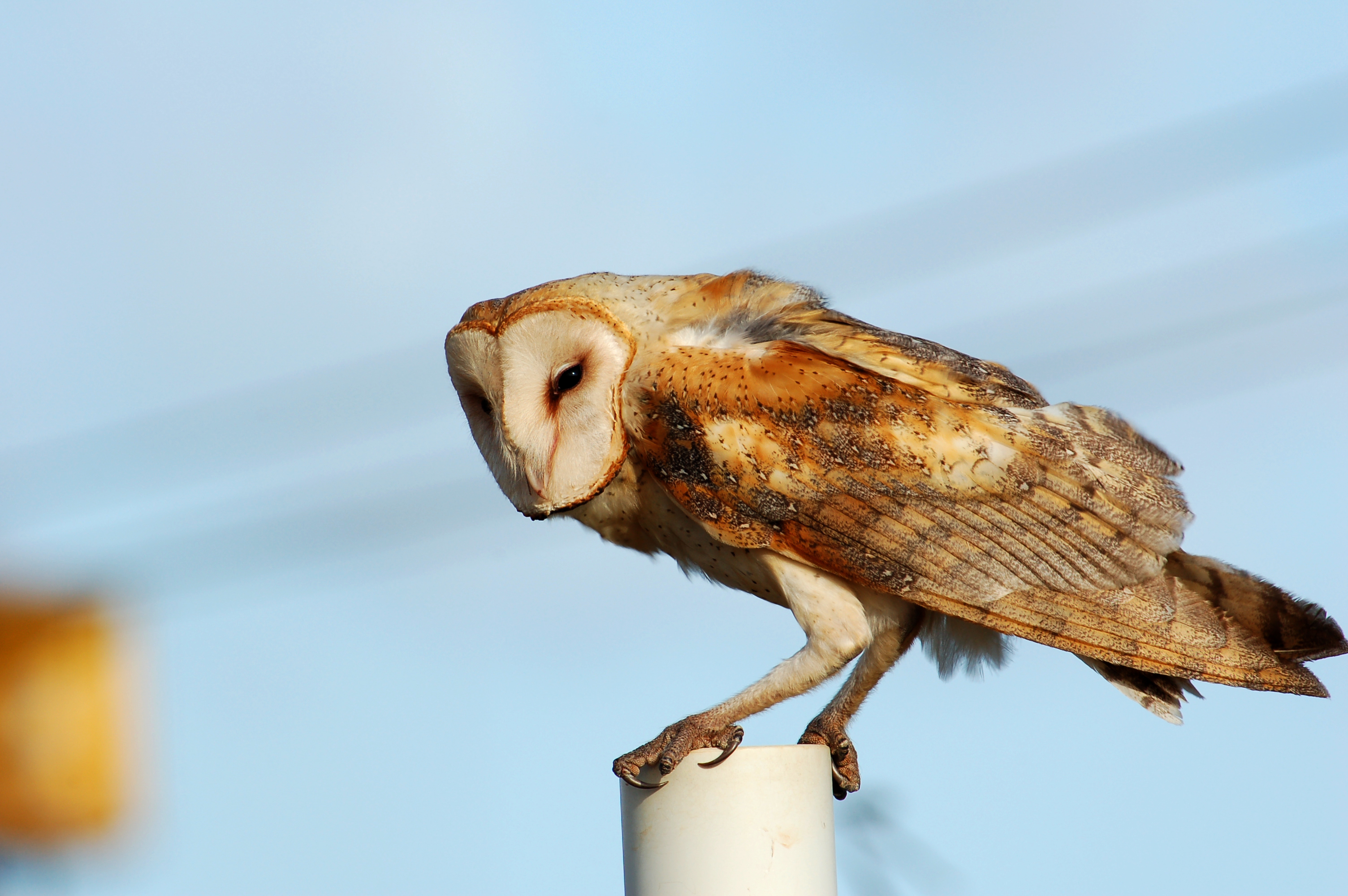
Bufnița de hambar

- Bufnița australiană mascată, T. novaehollandiae
  - T. novaehollandiae troughtoni - incert, probabil disparută (anii 60)
- T. aurantia
- T. sororcula
  - T. (sororcula) cayelii - probabil disparută
- T. manusi
- T. nigrobrunnea
- T. inexspectata
- T. rosenbergii
  - T. rosenbergii pelengensis - probabil disparută (mijlocul secolului 20)
- Bufnița de hambar - T. alba 
  - T. (alba) delicatula
- T. glaucops
- T. soumagnei
- T. capensis
- T. longimembris

Genul  Phodilus 
- P. badius
  - P. (badius) riverae
- P. prigoginei - uneori pusă în genul Tyto

Fosile
- Nocturnavis (Eocen Târziu/Oligocen Timpuriu) - include "Bubo" incertus
- Necrobyas (Eocen Târziu/Oligocen Timpuriu - Miocen Târziu) - include "Bubo" arvernensis și Paratyto
- Selenornis (Eocen Târziu/Oligocen Timpuriu în Quercy, Franța) - include "Asio" henrici
- Prosybris (Eocen Târziu/Oligocen Timpuriu în Quercy - Miocen Timpuriu în Franța)